# Маркичев, Николай Васильевич
Николай Васильевич Маркичев (1918—1972) — советский научный деятель, Герой Социалистического Труда (1961). Лауреат Ленинской премии и Государственной премии СССР.

## Биография

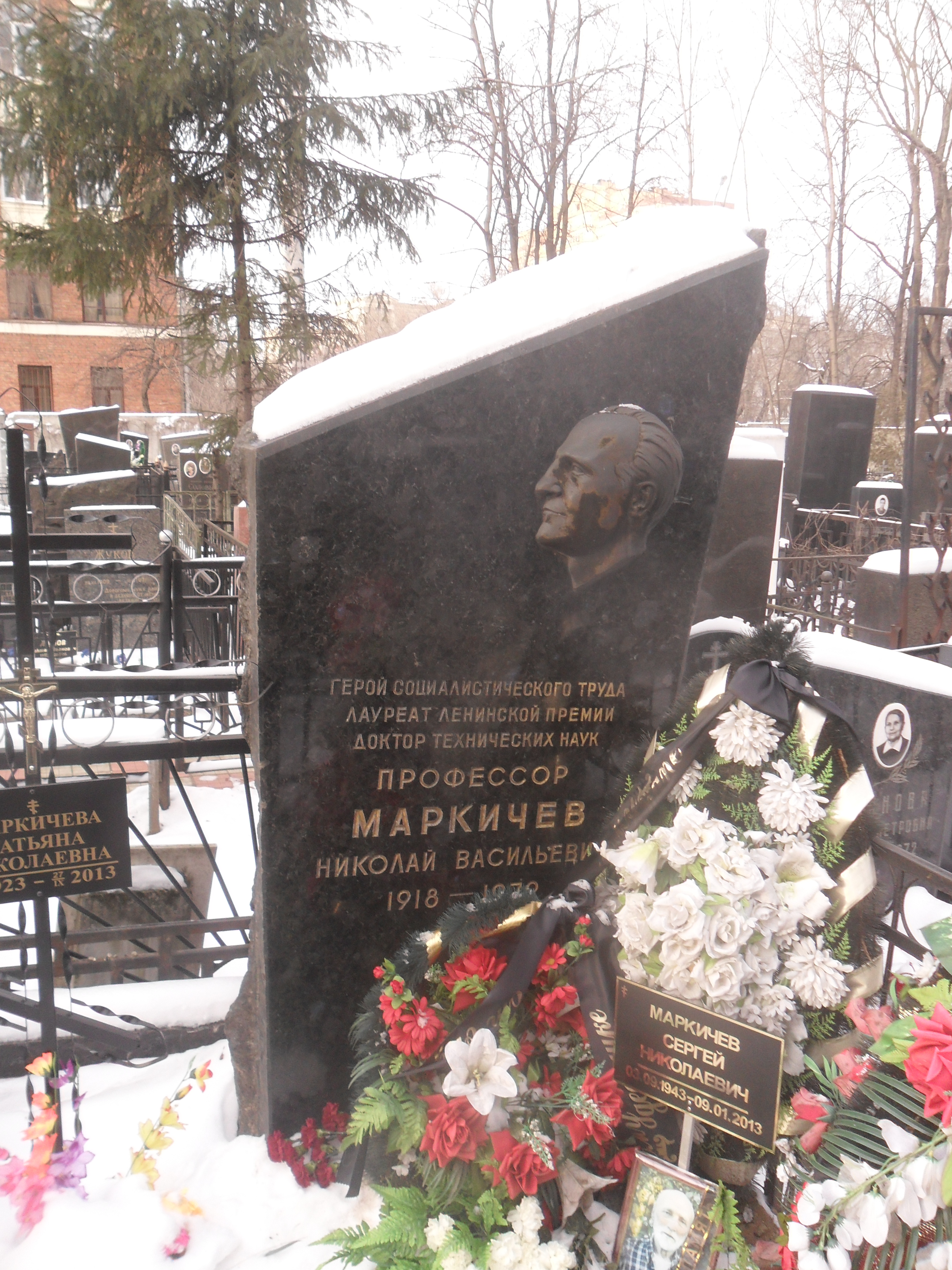
Могила Маркичева на Введенском кладбище Москвы.

Николай Маркичев родился 1 августа 1918 года в Москве. Окончил десять классов школы. В 1940 году он окончил Московский механико-машиностроительный институт, после чего работал в специальном КБ Наркомата судостроительной промышленности СССР сначала начальником группы, затем заместителем главного конструктора гироскопических приборов. При его участии в годы Великой Отечественной войны создавались первые радиолокационные станции для ВМФ, системы управления ПВО и артиллерией, теплопеленгационные системы, гироскопические приборы. После войны командировался в Германию для изучения достижений немецкой техники.
В 1956 году Маркичев был направлен на работу в Научно-исследовательский институт прикладной механики, руководил конструкторским отделением, затем был заместителем главного конструктора института. Маркичев стоял у истоков создания гироскопической техники для ракетно-космического оборудования в Советском Союзе, создавал командно-измерительные системы и комплексы управления баллистических ракет и других подвижных объектов. Разрабатывал конструкторскую документацию для гироскопических приборов, предназначенные для большого количество космических аппаратов. Принимал активное участие в подготовке к полёту Юрия Гагарина в космос.
Указом Президиума Верховного Совета СССР от 17 июня 1961 года за «подготовку и успешное осуществление первого в мире космического полёта советского человека на корабле-спутнике „Восток“» Николай Маркичев был удостоен высокого звания Героя Социалистического Труда с вручением ордена Ленина и медали «Серп и Молот».
Скончался 2 февраля 1972 года, похоронен на Введенском кладбище (29 уч.).
Доктор технических наук, профессор. Лауреат Ленинской и Государственной премий.